# KLK15
KLK15 (англ. Kallikrein related peptidase 15) – білок, який кодується однойменним геном, розташованим у людей на короткому плечі 19-ї хромосоми. Довжина поліпептидного ланцюга білка становить 256 амінокислот, а молекулярна маса — 28 087.
| 10         |  | 20         |  | 30         |  | 40         |  | 50         |
| ---------- |  | ---------- |  | ---------- |  | ---------- |  | ---------- |
| MWLLLTLSFL |  | LASTAAQDGD |  | KLLEGDECAP |  | HSQPWQVALY |  | ERGRFNCGAS |
| LISPHWVLSA |  | AHCQSRFMRV |  | RLGEHNLRKR |  | DGPEQLRTTS |  | RVIPHPRYEA |
| RSHRNDIMLL |  | RLVQPARLNP |  | QVRPAVLPTR |  | CPHPGEACVV |  | SGWGLVSHNE |
| PGTAGSPRSQ |  | VSLPDTLHCA |  | NISIISDTSC |  | DKSYPGRLTN |  | TMVCAGAEGR |
| GAESCEGDSG |  | GPLVCGGILQ |  | GIVSWGDVPC |  | DNTTKPGVYT |  | KVCHYLEWIR |
| ETMKRN     |  |            |  |            |  |            |  |            |

A: Аланін

C: Цистеїн

D: Аспарагінова кислота

E: Глутамінова кислота

F: Фенілаланін

G: Гліцин

H: Гістидин

I: Ізолейцин

K: Лізин

L: Лейцин

M: Метіонін

N: Аспарагін

P: Пролін

Q: Глутамін

R: Аргінін

S: Серин

T: Треонін

V: Валін

W: Триптофан

Кодований геном білок за функціями належить до гідролаз, протеаз, серинових протеаз. 
Задіяний у такому біологічному процесі, як альтернативний сплайсинг. 
Секретований назовні.